# Estação Sibirskaia
Sibirskaia (em russo:  Сибирская) é uma das estações da linha Dzerjinskaia (Linha 2) do Metro de Novosibirsk, na Rússia. Estação «Sibirskaia» está localizada entre as estações «Marchala Pokrychkina» e «Ploshchad Garina-Mikhailovskogo».